# Kanton Saint-Dizier-2
Saint-Dizier-2 is een op 22 maart 2015 gevormd kanton van het Franse departement Haute-Marne. Het kanton maakt deel uit van het arrondissement Saint-Dizier.
Het kanton omvat uitsluitend een deel van de gemeente Saint-Dizier.